# Cardiocondyla weserka
Cardiocondyla weserka é uma espécie de formiga do gênero Cardiocondyla, pertencente à subfamília Myrmicinae.